# غورد دوني
غورد دوني هو مغني وكاتب أغاني كندي، ولد في 6 فبراير 1964 في Amherstview, Ontario ‏ في كندا، وتوفي في 17 أكتوبر 2017 في تورونتو في كندا بسبب ورم أرومي دبقي متعدد الأشكال.

## وصلات خارجية
- الموقع الرسمي
- غورد دوني على موقع IMDb (الإنجليزية)
- غورد دوني على موقع ميوزك برينز (الإنجليزية)
- غورد دوني على موقع أول ميوزيك (الإنجليزية)
- غورد دوني على موقع ديسكوغز (الإنجليزية)
- غورد دوني على موقع قاعدة بيانات الفيلم (الإنجليزية)